# 尤金纽斯·莫尔奇克
尤金纽斯·隆金·莫尔奇克（波蘭語：Eugeniusz Longin Molczyk，1925年10月1日—2007年5月31日），是波兰军队的中将，波兰总参谋部第一副部长、国防部副部长、华沙联合武装部队副司令。